# Préclassique mésoaméricain

Situation géographique de la Mésoamérique à l'échelle du continent américain.

Le préclassique est une des subdivisions chronologiques traditionnellement utilisées depuis la seconde moitié du XXe siècle pour la périodisation de la Mésoamérique.
Le terme de préclassique a été proposé par Robert Wauchope en 1951 pour désigner la période antérieure à la période définie comme « classique » depuis le XIXe siècle. Cependant, ce n'est pas lui qui a défini et périodisé en premier cette étape de l'histoire de la Mésoamérique ; elle était jusqu'alors nommée « horizon archaïque », depuis la première périodisation des civilisations du Mexique et d'Amérique centrale par Herbert Spinden en 1917,.
Datée généralement de -2500 à 200 (jusqu'à parfois 250 ou 300), l'époque préclassique succède à l'époque archaïque (-8000 à -2500) dont elle se distingue par les débuts de l'agriculture sédentaire fondée sur la culture du maïs, l'apparition de la céramique, de la spécialisation du travail et de la création de routes commerciales entre différents centres proto-urbains. Elle marque l'émergence d'une culture commune dans l'aire mésoaméricaine, et donc de la Mésoamérique en tant que telle.
Des vagues de nouveaux arrivants continuent après la sédentarisation. On ignore les noms des peuples de cette époque : les noms actuels leur ont été donnés plus tard. Les peuples de langue nahuatl seraient les derniers arrivés.

## Chronologie
La chronologie de l'époque préclassique est généralement périodisée en trois époques :
- le préclassique ancien, de 2500 av. J.-C. à 1200 av. J.-C. ;
- le préclassique moyen, de 1200 av. J.-C. à 400 av. J.-C. ;
- le préclassique récent (ou tardif ou protoclassique), de 400 av. J.-C. à 200 ap. J.-C. ; cette dernière période est parfois elle-même subdivisée en deux, la seconde moitié (de 100 av. J.-C. à 200 ap. J.-C.) étant alors appelée protoclassique (terme également utilisé par d'autres auteurs pour désigner l'ensemble du préclassique récent)[5].

### Préclassique ancien
La datation des plus anciennes céramiques retrouvées par les archéologues, qui témoignent du début de la sédentarisation agricole, a évalué qu'elles remontent aux environs de 2400 ou 2300 av. J.-C..
De 2500 av. J.-C. à 1200 av. J.-C., les premiers villages, construits près des champs cultivés, comptent généralement moins d'une vingtaine de foyers, qui s'établissent dans des huttes réalisées avec des matériaux périssables. Sous les habitations étaient souvent enterrés les défunts du foyer. Il semble que ces communautés agricoles formaient des tribus égalitaires.
L'importante variabilité des ressources locales d'une région à l'autre de la Mésoamérique ont favorisé un développement précoce des échanges commerciaux et culturels entre des villages distants.

#### Dans la zone occidentale
Parmi les sites les plus anciens de Mésoamérique figurent notamment les complexes funéraires de la culture El Opeño et de la culture Capacha dans l'Ouest du Mexique.

### Préclassique moyen

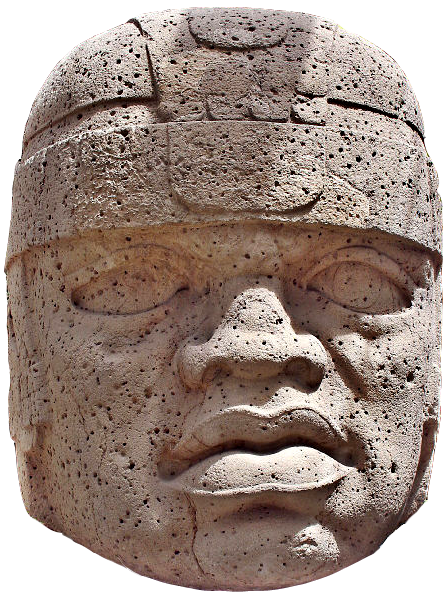
Tête colossale olmèque n° 1 de San Lorenzo.

De 1200 av. J.-C. à 400 av. J.-C., le nombre et la taille des communautés augmente sous l'effet d'importantes avancées technologiques, principalement agricoles, comme l'utilisation de systèmes de contrôle de l'eau (culture en terrasses, canaux, barrages) permettant d'intensifier le rythme des récoltes.
En particulier, vers 1200 av. J.-C., sur la côte du golfe du Mexique, dans la première ville olmèque, à San Lorenzo, est construit le premier centre cérémoniel monumental ; il témoigne de l'émergence d'une différenciation sociale élitiste et donc d'une spécialisation des tâches. Cette différenciation des activités s'observe aussi à San José Mogote en Oaxaca. Conjointement, se développent des échanges inter-régionaux, surtout de produits de prestige.
Ces traits culturels se répandent dans le restant de la Mésoamérique, du Guerrero au Honduras, au point que l'on qualifie souvent la civilisation olmèque de « culture-mère », même si ce concept reste débattu et si certains mésoaméricanistes lui préfèrent le concept de « cultures-sœurs ». Quoi qu'il en soit, la généralisation progressive d'élites locales s'explique principalement par l'apparition de surplus agricoles et une spécialisation croissante de la production locale qui entraînent une intensification des échanges commerciaux et donc des échanges culturels. La diffusion des traits culturels constatés d'abord chez les Olmèques est la conséquence des échanges commerciaux de produits de luxe recherchés par l'ensemble des élites, tels que le jade, la turquoise, l'hématite, le cacao, les plumes d'oiseaux, etc. Les sites de Chalcatzingo au Mexique central ou Takalik Abaj au Guatemala sont représentatifs de ces interactions complexes.

#### Dans le golfe du Mexique
Dans les basses-terres de la côte du golfe du Mexique apparaît vers -1200 une culture, celle des Olmèques, qui, par sa sophistication, se distingue de toutes les autres : centres cérémoniels monumentaux, apparition d'une élite sociale... Plusieurs centres olmèques se succèdent : San Lorenzo, La Venta, Tres Zapotes.

#### Dans le centre du Mexique

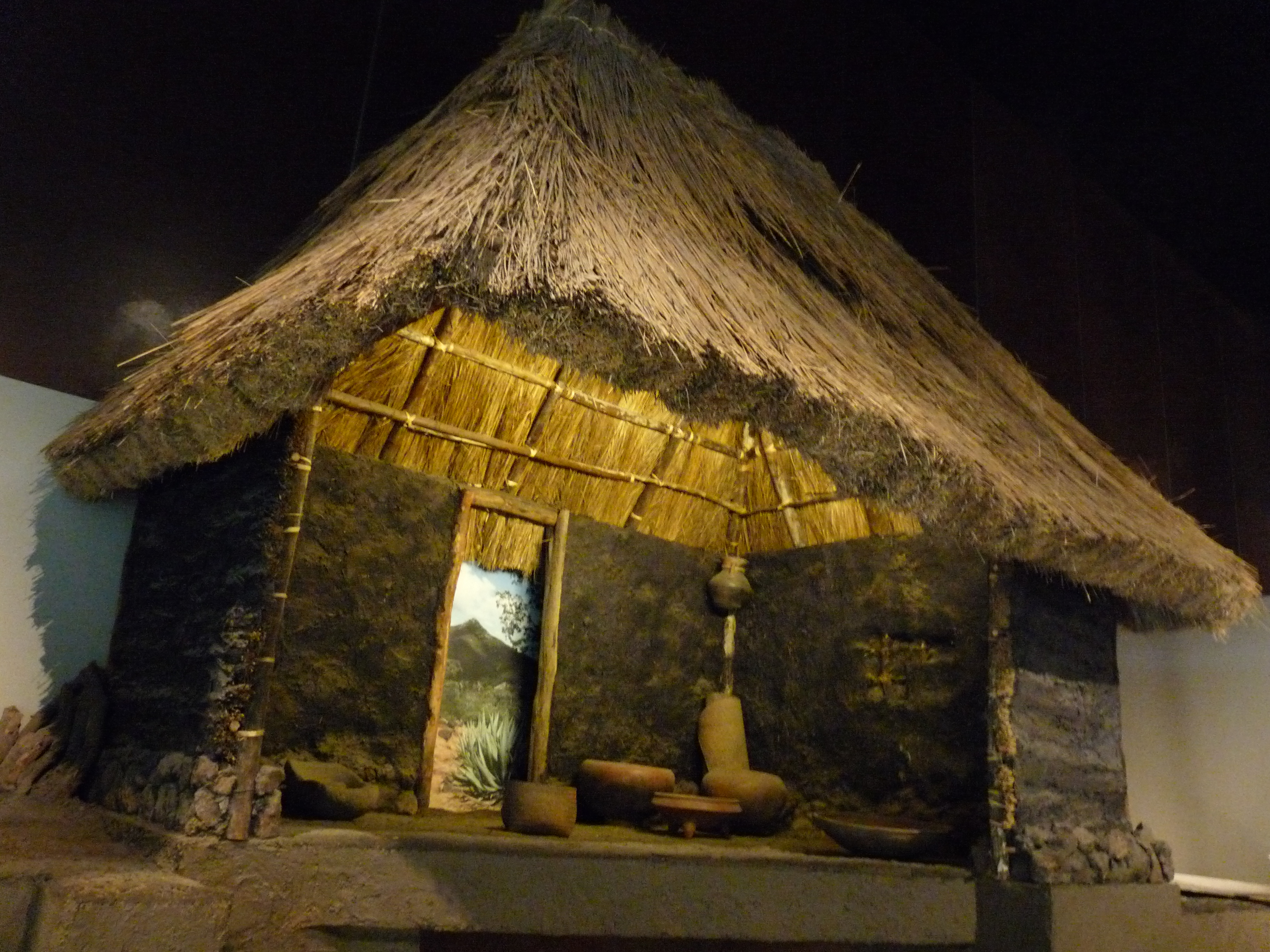
Reconstitution d'une habitation préclassique de Tlatilco (MNA, Mexico).

Tlatilco est un des premiers centres d'habitation importants dans la vallée de Mexico.

#### En Oaxaca
À Monte Albán, les premières traces d'habitation remontent à la fin du préclassique moyen, vers 500 av. J.-C.

### Préclassique récent

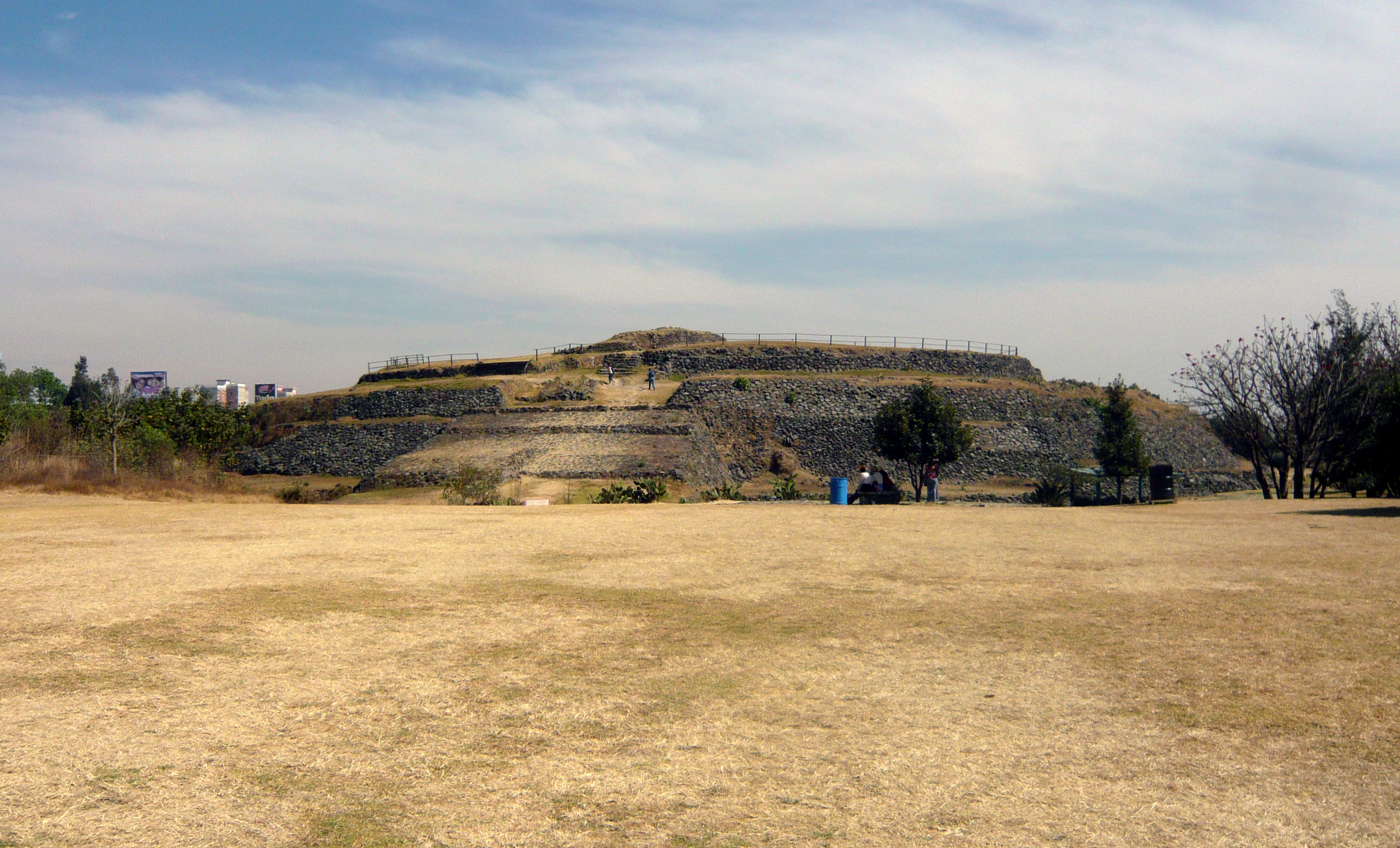
Pyramide de Cuicuilco.

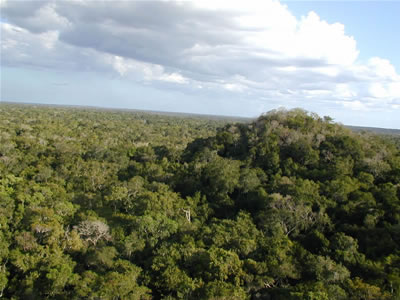
Pyramide émergeant de la jungle du bassin d'El Mirador.

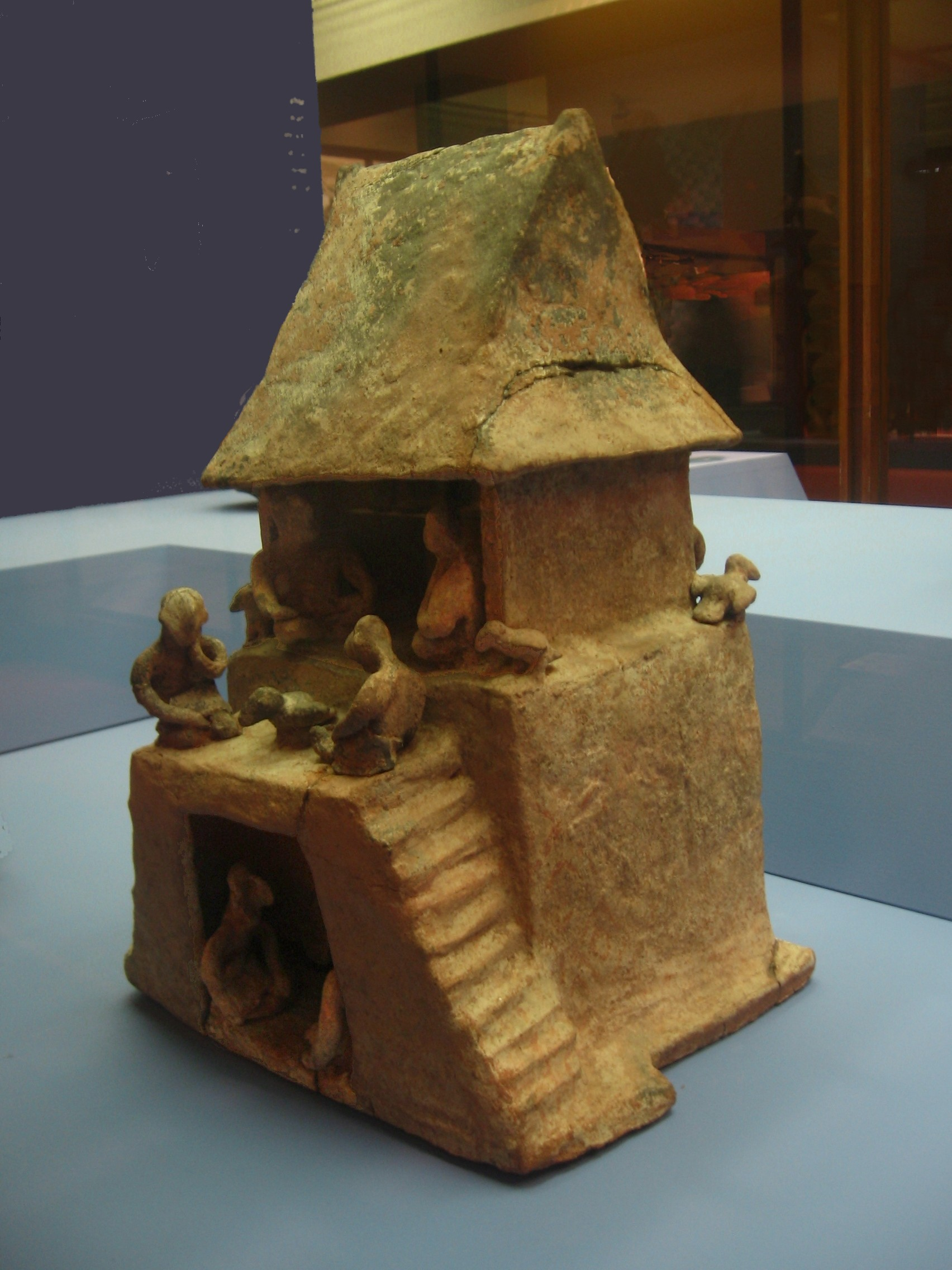
Céramique représentant une maison associée à la culture des tombes à puits.

De 400 av. J.-C. à 200 ap. J.-C., après l'extinction des principaux sites olmèques, à l'exception de Tres Zapotes, des cultures locales se dégagent, comme Monte Alban II, centre de la civilisation zapotèque, en Oaxaca, et Cuicuilco au Mexique central.
Des développements importants ont lieu à cette époque dans l'isthme de Tehuantepec, où apparaissent un type d'écriture original appelé épi-olmèque et les premières inscriptions en compte long.
Un peu plus au sud, dans le piémont pacifique et les Hautes-Terres mayas, des sites tels que Kaminaljuyu, El Baul, Takalik Abaj et Izapa constituent un chaînon entre les Olmèques et la civilisation maya.
Le développement des Basses-Terres pose le problème des influences qu'elles ont subies, soit par contact direct avec les Olmèques, soit par le biais des cités des Hautes-Terres citées plus haut. Dans l'est des Basses-Terres du sud apparaissent les premières cités mayas, notamment Cerros au Belize.
Les bouleversements les plus profonds concernent le bassin d'El Mirador dans le Petén. Au cours des dernières décennies, l'exploration du site de Nakbé, où des plates-formes monumentales apparaissent au Préclassique moyen (vers 600), et surtout du site d'El Mirador lui-même, dont la floraison date du Préclassique récent et qui compte la structure pyramidale la plus importante jamais construite dans le monde maya, a bouleversé l'idée que les spécialistes se faisaient du développement de la civilisation maya. Le gigantisme des constructions d'El Mirador à une époque aussi précoce implique une main d'œuvre extrêmement importante et un degré d'organisation politique considéré il y a peu comme inconnu avant l'Époque classique. Vers 150, le bassin d'El Mirador se dépeuple. Cette période semble correspondre à un premier «effondrement» de la civilisation maya, avant celui de la fin de l'Époque classique.
À l'autre extrémité du monde mésoaméricain, dans la région que les archéologues mexicains appellent l'Occident (« Occidente »), dans les États mexicains actuels de Colima, Nayarit et Jalisco, ainsi qu'au long du fleuve Mezcala, fleurissent les cultures dites « des tombes à puits », dont la datation est incertaine. Un peu plus au sud-est, dans l'actuel État de Guanajuato, s'épanouit la culture Chupicuaro.
Au centre du Mexique, l'abandon progressif de Cuicuilco au début de notre ère, à la suite d'une série d'éruptions volcaniques, entraîne un important flux migratoire qui coïncide, à la fin du IIe siècle, avec l'émergence de Teotihuacan, cité qui dominera toute la Mésoamérique à l'époque suivante : le classique ancien.